# Generatiewisseling
Morfologische generatiewisseling is bij meercellige eukaryoten met een geslachtelijke voortplanting het aspect van de levenscyclus dat betrekking heeft op de afwisseling van generaties. Een generatie is een meercellig stadium in de ontwikkeling van een organisme, dat begint met een voortplantingscel zoals een spore of een zygote, en dat - na een periode van duidelijke vegetatieve groei en ontwikkeling - eindigt met de vorming van andere reproductieve cellen, zoals sporen of gameten (geslachtscellen).
Generatiewisseling is in 1848 voor het eerst beschreven door Wilhelm Hofmeister in een vergelijking van de levenscyclus van mossen, varens en zaadplanten. Het begrip wordt vooral gebruikt in de plantkunde in de oude, zeer ruime omgrenzing bij algen, schimmels en planten.
De termen levenscyclus en generatiewisseling worden soms zonder onderscheid gebruikt, en wordt er gedoeld op kernfasewisseling, de afwisseling van de haplofase en de diplofase.

## Algemeen
Op grond van het aantal generaties tussen een zygote en de volgende vorming van een zygote, gelet op het onderscheid tussen gametofyt en sporofyt, zijn er drie typen levenscycli te onderscheiden: monogenetische, digenetische en trigenetische cyclus.
- Morfologische generatiewisseling
  - Monogenetische cyclus
    - monogenetische haplont met zygotische meiose
    -  monogenetische diplont met gametische meiose

  - Digenetische cyclus
    - digenetische diplont met gametische meiose
    -  digenetische diplohaplont met sporische meiose

  -  Trigenetische cyclus
    -  trigenetische diplohaplont met sporische meiose

### Dieren
Bij dieren en bij enkele planten zoals bij verschillende algen, slijmzwammen en schimmels ontwikkelen na de bevruchting de mannelijke en de vrouwelijke zygoten zich tot volledig diploïde mannelijke en vrouwelijke individuen.
Bij geslachtelijke rijpheid vormt het individu door meiose de haploïde geslachtscellen (zaadcel of eicel). Na de bevruchting (na de versmelting van de geslachtscellen) vormt de zygote weer het begin van de diploïde generatie. De volledige cyclus wordt hier gevormd door één enkele generatie en er kan dus niet gesproken worden van generatiewisseling.
Bij veel andere organismen verloopt de ontwikkeling anders: uit de zygote ontwikkelt zich een organisme dat morfologisch verschilt van het individu dat de geslachtscellen vormt.

### Planten
De termen sporofyt en gametofyt bij planten (in de oude, ruime betekenis, vrijwel alle eukaryotische organismen, zoals algen, mossen, planten, schimmels, zonder de dieren) zijn verbonden met de geslachtelijke voortplanting:
- een generatie heet gametofyt als het de haploïde gameten (geslachtscellen) produceert.
- een generatie wordt sporofyt genoemd als het haploïde sporen produceert. In het laatste geval worden meestal na de meiose (reductiedeling) meiosporen gevormd door de generatie die dan 'meiosporofyt' genoemd kan worden.

## Monogenetische cyclus
Bij de monogenetische cyclus ontwikkelt zich uit de zygote de gameten producerende gametofyt. Er is maar één generatie en hier kan dan ook niet gesproken worden van generatiewisseling.

### Zygotische meiose en haplofasische cyclus
De diploïde zygote kan meiose (reductiedeling) ondergaan, waarna zich een haploïde gametofyt ontwikkelt. Men spreekt dan van zygotische meiose en van een haplofasische cyclus. Bij dit type cyclus komt eenhuizigheid (individuën zijn tweeslachtig) en tweehuizigheid (individuën zijn of mannelijk of vrouwelijk) voor.
Organismen met alleen een haploïde generatie zijn haplonten.
Dit type cyclus komt voor bij verschillende algengroepen (Dinophyta, Heterokontophyta, Chlorophyta), slijmzwammen (Acrasiomycota) en schimmels (Chytridiomycota, Zygomycota, Ascomycota en Oomycota).

### Gametische meiose en diplofasische cyclus
De andere mogelijkheid is dat de diploïde zygote zich door gewone celdeling (mitose) ontwikkelt tot een eveneens diploïde gametofyt, die de gameten vormt na een reductiedeling (meiose). Men spreekt dan van gametische meiose en van een diplofasische cyclus.
Organismen met alleen een diploïde generatie zijn diplonten.
Dit type cyclus komt voor bij verschillende algengroepen (Heterokontophyta, Chlorophyta), en schimmels (Oomycota en Ascomycota).

## Digenetische cyclus
Bij de digenetische cyclus is er een afwisseling van twee verschillende generaties: een gametofyt, ontstaan uit een (meio-)spore - eventueel een mannelijke en een vrouwelijke gametofyt - en een (meio-)sporofyt.
Bij de digenetische cyclus valt onderscheid te maken tussen een gametische cyclus en een sporische cyclus op grond van het moment van de reductiedeling:
1. gametische meiose: de gameten worden meiotisch gevormd door een diploïde individu (gametofyt), die zich na de bevruchting uit de zygote gevormd heeft. Er is dus geen haploïde generatie te onderscheiden, maar alleen een diploïde generatie. Een dergelijke levenscyclus wordt daarom diplofasische cyclus genoemd.
2. sporische of intermediaire meiose: door meiose worden aan een diploïde individu (sporofyt) de haploïde sporen gevormd. Er is zowel een diploïde generatie als een haploïde generatie te onderscheiden. Een dergelijke levenscyclus wordt daarom diplohaplofasische cyclus genoemd. Bij de sporische cyclus zijn een- en tweehuizige soorten te onderscheiden.

Op grond van het verschil in grootte, morfologie en levensduur van de individuen onderscheidt men de isomorfe en de heteromorfe generatiewisseling. Dominantie in de ruimte gaat meestal gepaard met dominantie in de tijd: de morfologisch meest ontwikkelde fase leeft meestal ook het langst. De dominante generatie kan de gametofyt zijn, zoals bij mossen, of de sporofyt, zoals bij varens en zaadplanten.

### Digenetische gametische cyclus
Bij de gametische cyclus worden door mitose de diploïde sporen gevormd, de zgn. mitosporen. De gametofyt die hieruit ontstaat is dan diploïde. In de gametangia ontstaan door meiose de haploïde gameten.

### Digenetische sporische cyclus
Bij de sporische cyclus worden door meiose de haploïde (meio-)sporen gevormd. De levensduur en de complexiteit van de bouw van de gametofyt, vergeleken met die van de sporofyt, is een volgend indelingscriterium dat bepaalt of de gametofyt en de sporofyt van vergelijkbare bouw en levensduur zijn (isomorfe digenetische cyclus) dan wel verschillend (heteromorfe digenetische cyclus). Daarbij kan de gametofyt overheersen, of de sporofyt kan overheersen.

#### Isomorfe digenetische cyclus
Bij een isomorfe diplohaplont zijn de haploïde generatie (gametofyt) en de diploïde generatie (sporofyt) morfologisch en in levensduur vrijwel gelijk; men spreekt dan van isomorfe generatiewisseling.
Een dergelijke cyclus wordt aangetroffen bij enkele Bruinwieren (Phaeophyta), Roodwieren (Rhodophyta) en Groenwieren (Chlorophyta), evenals bij alle slijmzwammen van de divisie Plasmodiophoromycota en enkele schimmels van de divisies Chytridiomycota en Ascomycota.

#### Heteromorfe digenetische cyclus
Als de gametofyt overheerst spreekt men van heteromorfe generatiewisseling met dominante gametofyt. Een dergelijke cyclus wordt gevonden bij talrijke algen (Haptophyta, verscheidene Bruinwieren (Phaeophyta), Groenwieren (Chlorophyta) en Roodwieren (Rhodophyta), Levermossen (Marchantiophyta), Hauwmossen (Anthocerotophyta) en Mossen (Bryophyta).
Als de sporofyt overheerst spreekt men van heteromorfe generatiewisseling met dominante sporofyt. Dit type cyclus komt voor bij enkele algen (diverse Bruinwieren, Groenwieren), enkele slijmzwammen, bepaalde groepen schimmels (enkele Chytridiomycota) en bij varens, Naaktzadigen (gymnospermen) en Bedektzadigen). Een voorbeeld van twee verwante groepen die verschillen in de geslachtsverdeling:
- Lycopodium is een isosporangiate, isospore diplohaplont met dominante, eenhuizige sporofyt
- Selaginella is een heterosporangiate, heterospore diplohaplont met dominante, eenhuizige sporofyt.

## Trigenetische cyclus
Bij de trigenetische cyclus met sporische meiose is er een afwisseling van drie verschillende generaties: één gametofyt-generatie en twee sporofyt-generaties. Men kent dit type cyclus bij de Florideophycideae, behorende bij de Roodwieren (Rhodophyta), bij de Basidiomycota en bij enkele groepen van de Ascomycota (de Taphrinomycetidae en Ascomycetidae).
In het geval van de Roodwieren wordt de extra generatie gevormd door een uit de zygote ontwikkelde diploïde carposporofyt. De carposporofyt vormt (door mitose) de carposporen, die zich ontwikkelen tot de diploïde meiosporofyt, ook wel tetrasporofyt geheten. Deze laatste vormt dan (door meiose) de tetrasporen. Deze sporen ontwikkelen zich tot de haploïde gametofyt.

## Generatiewisseling en kernfasewisseling
Het samenvattende overzicht laat, bij organismen met geslachtelijke voortplanting, het verband zien tussen de cytologische kernfasewisseling en de morfologische generatiewisseling.
Om de typen kernfasewisseling aan te geven zijn er verschillende terminologieën, afhankelijk van het centraal gestelde verschijnsel: van het type organisme, de aard van de levenscyclus of het moment van de meiose. 
Bij de generatiewisseling staan het aantal (een, twee of drie) en de onderverdeling in typen van generaties centraal.
In het samenvattende overzicht worden de cytologische kernfasewisseling (als kommen) en de morfologische generatiewisseling (als rijen) gecombineerd weergegeven.
| Biologische levenscycli bij meercellige organismen met geslachtelijke voortplanting | Biologische levenscycli bij meercellige organismen met geslachtelijke voortplanting | Biologische levenscycli bij meercellige organismen met geslachtelijke voortplanting | Biologische levenscycli bij meercellige organismen met geslachtelijke voortplanting | Biologische levenscycli bij meercellige organismen met geslachtelijke voortplanting                                                        |
|                                                                                     |                                                                                     | Cytologische kernfasewisseling                                                      | Cytologische kernfasewisseling                                                      | Cytologische kernfasewisseling |
| Type organisme →                                                                    | Type organisme →                                                                    | Haplont                                                                             | Diplont                                                                             | Diplohaplont = Haplodiplont |
| ----------------------------------------------------------------------------------- | ----------------------------------------------------------------------------------- | ----------------------------------------------------------------------------------- | ----------------------------------------------------------------------------------- | --- |
| Kernfase; Kernfasewisseling →                                                       | Kernfase; Kernfasewisseling →                                                       | Haplofase; Haplofasisch                                                             | Diplofase; Diplofasisch                                                             | Afwisseling haplofase ↔ diplofase; Diplohaplofasisch = Heterofasisch                                                                       |
| Meiose moment →                                                                     | Meiose moment →                                                                     | Zygotisch                                                                           | Gametisch                                                                           | Sporisch = Intermediair |
| Morfo- logische generatie- wisseling                                                | Monogenetisch: (monofasisch)                                                        | Monogenetische haplont                                                              | Monogenetische diplont                                                              | |
| Morfo- logische generatie- wisseling                                                | Digenetisch: (difasisch)                                                            |                                                                                     | Digenetische diplont                                                                | Digenetische diplohaplonten \| Isomorf, isospoor \| ↓ Heteromorf ↓ \| ↓ Heteromorf ↓ \| \| Isomorf, isospoor \| isospoor \| heterospoor \| |
| Morfo- logische generatie- wisseling                                                | Trigenetisch: (trifasisch)                                                          |                                                                                     |                                                                                     | Trigenetische diplohaplont |
| Isomorf, isospoor                                                                   | ↓ Heteromorf ↓                                                                      | ↓ Heteromorf ↓                                                                      |                                                                                     | |
| Isomorf, isospoor                                                                   | isospoor                                                                            | heterospoor                                                                         |                                                                                     | |

Het onderstaande overzicht laat het verband zien tussen de kernfasewisseling, de generatiewisseling en de afwisseling van individuen. De overeenkomst tussen de verschillende typen levenscyclus is de vorming van de gamete en de daaropvolgende bevruchting en de vorming van een zygote, waarbij echter het voorkomen van een dikaryonfase (door een 'uitgestelde kernversmelting') bij sommige soorten met een trigenetische cyclus niet is gespecificeerd.
| ← | bevruch- ting | B! { |

| →R! | zygotische meiose | → |

| ← | bevruch- ting | B! { |

| →R! | zygotische meiose | → |

| ← | bevruch- ting | B! { | ← ← |

| →R! | gametische meiose | → → |

| ← | bevruch- ting | B! { | ← ← |

| →R! | gametische meiose | → → |

| ← | bevruch- ting | B! { | ← ← |

| →R! | gametische meiose | → → |

| ← | bevruch- ting | B! { | ← ← |

| →R! | gametische meiose | → → |

| ← | bevruch- ting | B! { | ← ← |

| →R! | sporische (intermediaire) meiose | → |

| ← | bevruch- ting | B! { | ← ← |

| →R! | sporische (intermediaire) meiose | → |

| ← | bevruch- ting | B! { | ← ← |

| →R! | sporische (intermediaire) meiose | → |

| ← | bevruch- ting | B! { | ← ← |

| →R! | sporische (intermediaire) meiose | → |

## Overzicht algen, schimmels en planten
| Biologische levenscyclus bij algen, schimmels en planten                           |                                                                            | | |                                                                      |                                                  |
| Cytologische kernfase wisseling                                                    | Morfologische generatiewisseling                                           | Morfologische generatiewisseling                                                                       | Morfologische generatiewisseling | Morfologische generatiewisseling                                     | Morfologische generatiewisseling                 |
| Cytologische kernfase wisseling                                                    | Monogenetische cyclus (met 1 generatie)                                    | Digenetische cyclus (met 2 generaties)                                                                 | Digenetische cyclus (met 2 generaties) | Digenetische cyclus (met 2 generaties)                               | Trigenetische cyclus (met 3 generaties)          |
| Cytologische kernfase wisseling                                                    | Monogenetische cyclus (met 1 generatie)                                    | Isomorfe digenetische cyclus                                                                           | Heteromorfe digenetische cyclus met dominante | Heteromorfe digenetische cyclus met dominante                        | Trigenetische cyclus (met 3 generaties)          |
| Cytologische kernfase wisseling                                                    | Monogenetische cyclus (met 1 generatie)                                    | Isomorfe digenetische cyclus                                                                           | gametofyt: | sporofyt:                                                            | Trigenetische cyclus (met 3 generaties)          |
| Haplont met haplofasische cyclus, en zygotische meiose                             | - Dinophyta (dinoflagellaten) - Xanthophyta - Chrysophyta                  | | |                                                                      |                                                  |
| Haplont met haplofasische cyclus, en zygotische meiose                             | - Chlorophyta (groenwieren) p.p. - Prasinophyta - Charophyta (kranswieren) | | |                                                                      |                                                  |
| Haplont met haplofasische cyclus, en zygotische meiose                             | - Acrasiomycota - Chytridiomycota p.p. - Zygomycota - Ascomycota p.p.      | | |                                                                      |                                                  |
| Diplont met diplofasische cyclus, en gametische meiose                             | - Bacillariophyta (diatomeeën) - Phaeophyta p.p.                           | | |                                                                      |                                                  |
| Diplont met diplofasische cyclus, en gametische meiose                             | - Chlorophyta (groenwieren) p.p.                                           | - Cladophora glomerata (groenwieren)                                                                   | |                                                                      |                                                  |
| Diplont met diplofasische cyclus, en gametische meiose                             | - Oomycota (waterschimmels) - Ascomycota p.p.                              | | |                                                                      |                                                  |
| Diplohaplont met diplohaplo- fasische cyclus, en intermediaire of sporische meiose |                                                                            | - Phaeohyta (bruinwieren) p.p.                                                                         | - Phaeohyta (bruinwieren) p.p. | - Phaeohyta (bruinwieren) p.p.                                       |                                                  |
| Diplohaplont met diplohaplo- fasische cyclus, en intermediaire of sporische meiose | - Prasiola stipitata (groenwier)                                           | - Chlorophyta (groenwieren) p.p.                                                                       | - Chlorophyta (groenwieren) p.p. | - Chlorophyta (groenwieren) p.p.                                     |                                                  |
| Diplohaplont met diplohaplo- fasische cyclus, en intermediaire of sporische meiose |                                                                            | | - Rhodophyta (roodwieren) p.p. - Bangiophyceae |                                                                      | - Rhodophyta (roodwieren) p.p. - Florideophyceae |
| Diplohaplont met diplohaplo- fasische cyclus, en intermediaire of sporische meiose | - Plasmodiophoromycota - Chytridiomycota p.p. - Ascomycota p.p.            | | - Myxomycota - Chytridiomycota p.p. | - Ascomycota p.p. - Taphrinomycetes - Pezizomycotina - Basidiomycota |                                                  |
| Diplohaplont met diplohaplo- fasische cyclus, en intermediaire of sporische meiose |                                                                            | "mossen": - Bryophyta ('echte' mossen) - Marchantiophyta (levermossen) - Anthocerotophyta (hauwmossen) | - Lycopsida - Pteropsida (varens) - Psilotopsida - Ophioglossales - Psilotales - Equisetopsida - Marattiopsida - Polypodiopsida - Spermatophyta - Cycadopsida - Ginkgoales - Gnetales - Pinales - Angiospermae |                                                                      |                                                  |